# Burhanpur
Burhanpur ist eine indische Großstadt und Distriktshauptstadt mit etwa 250.000 Einwohnern im Süden des indischen Bundesstaats Madhya Pradesh nahe der Grenze zu Maharashtra.

## Lage
Burhanpur liegt am Fluss Tapti etwa 340 km (Fahrtstrecke) südwestlich der Millionenstadt Bhopal in einer Höhe von ca. 250 m. Die Stadt Aurangabad ist weitere 225 km in südwestlicher Richtung entfernt. Für indische Verhältnisse ist das Klima eher gemäßigt; Regen (ca. 810 mm/Jahr) fällt nahezu ausschließlich in den sommerlichen Monsunmonaten.

## Bevölkerung
| Jahr      | 1991    | 2001    | 2011    |
| Einwohner | 172.710 | 193.725 | 210.886 |

Die Bevölkerung von Burhanpur besteht hauptsächlich aus Moslems (ca. 50,5 %) und Hindus (ca. 45,5 %); die restlichen 4 % entfallen auf Jains, Sikhs, Christen und Buddhisten. Wie bei Volkszählungen in Indien üblich übersteigt der männliche Bevölkerungsteil den weiblichen um etwa 5 %. Man spricht zumeist Hindi.

## Wirtschaft
Traditionell bildet die Landwirtschaft in den Dörfern der Umgebung noch immer die Grundlage allen Wirtschaftens, wobei der Anbau von Baumwolle und deren Weiterverarbeitung zu Stoffen und Textilien eine wichtige Rolle im gesamten Distrikt spielen. Ende des 20. Jahrhunderts entstand eine Fabrik zur Herstellung von Kunststoffrohren. Außerdem wird in Burhanpur Holz verarbeitet und Papier hergestellt.

## Geschichte
Bei Ausgrabungen im Fortbereich (Shahi Qila) und in der etwa 20 km nördlich gelegenen Festung Asirgarh wurden Funde aus vorchristlicher Zeit gemacht. Als Gründungsjahr der Stadt gilt jedoch das Jahr 1380, als der erste Sultan der über das Sultanat Khandesh (heute in etwa flächengleich mit dem Distrikt Khandesh im Nordwesten Maharashtras) regierenden Faruqi-Dynastie die günstige Lage über einer Biegung des Flusses Tapti erkannte und beschloss, hier eine Stadt zu gründen. Der Ort wurde nach dem muslimischen Sufi-Heiligen Burhan-ud-Din benannt. Im 15. Jahrhundert stattete vor allem der Sultan Miran Adil Khan II. (reg. 1457–1501) den Ort mit einer Fülle von Bauten aus. Burhanpur wurde ein wichtiger Handelsplatz und Standort für Textilfabrikation. Raja Ali Khan (reg. 1576–1596) unterwarf sich ein Jahr nach seinem Regierungsantritt nominell der Vormacht der Moguln, die die Stadt als strategischen Platz für die weitere Unterwerfung des Dekkan nutzen wollten. Sein Sohn Bahadur Khan (reg. 1596–1600) erkannte jedoch den Mogulherrscher Akbar I. nicht als seinen Lehnsherrn an, woraufhin dieser eine Armee entsandte und die Stadt am 8. April 1600 ohne Blutvergießen einnehmen konnte. Im Jahr 1601 annektierte Akbar das Sultanat offiziell und machte seinen Sohn Parviz zu dessen Gouverneur (subahdar). Auch die späteren Mogul-Herrscher, allen voran Shah Jahan, der von seinem Vater Jahangir zum Gouverneur des Dekkan ernannt worden war, weilten oft in der Stadt, in der Mumtaz Mahal, die Lieblingsfrau Shah Jahans, im Jahr 1631 bei der Geburt ihres 14. Kindes verstarb. Aurangzebs Söhne Muhammad Azam Shah und Alam Shah, der spätere Großmogul Bahadur Shah I., wurden hier geboren.
Im Jahr 1681 eroberte der hinduistische Marathenherrscher Sambhaji, der Sohn und Nachfolger Shivajis, die Stadt und ließ deren muslimische Bevölkerung grausam foltern und töten. Auch die glanzvollen Paläste und der Hafen wurden zerstört. Einige Jahre später gelang es Aurangzeb, Sambhaji gefangen zu nehmen und wegen der in Burhanpur verübten Gräueltaten hinzurichten. Später kam die Stadt zum Reich der in Gwalior herrschenden Scindia-Dynastie und danach fiel sie an die Briten, die sie im Zweiten Marathenkrieg im Jahre 1803 eroberten und sie fortan Brampore nannten. Im Rahmen der geographischen Neuordnung Indiens nach der Unabhängigkeit (1947), kam Burhanpur zu Madhya Pradesh.

## Sehenswürdigkeiten
In Burhanpur und seiner Umgebung stehen zahlreiche Grab-, Memorial- und Moscheebauten aus der Mogulzeit.

### Burhanpur

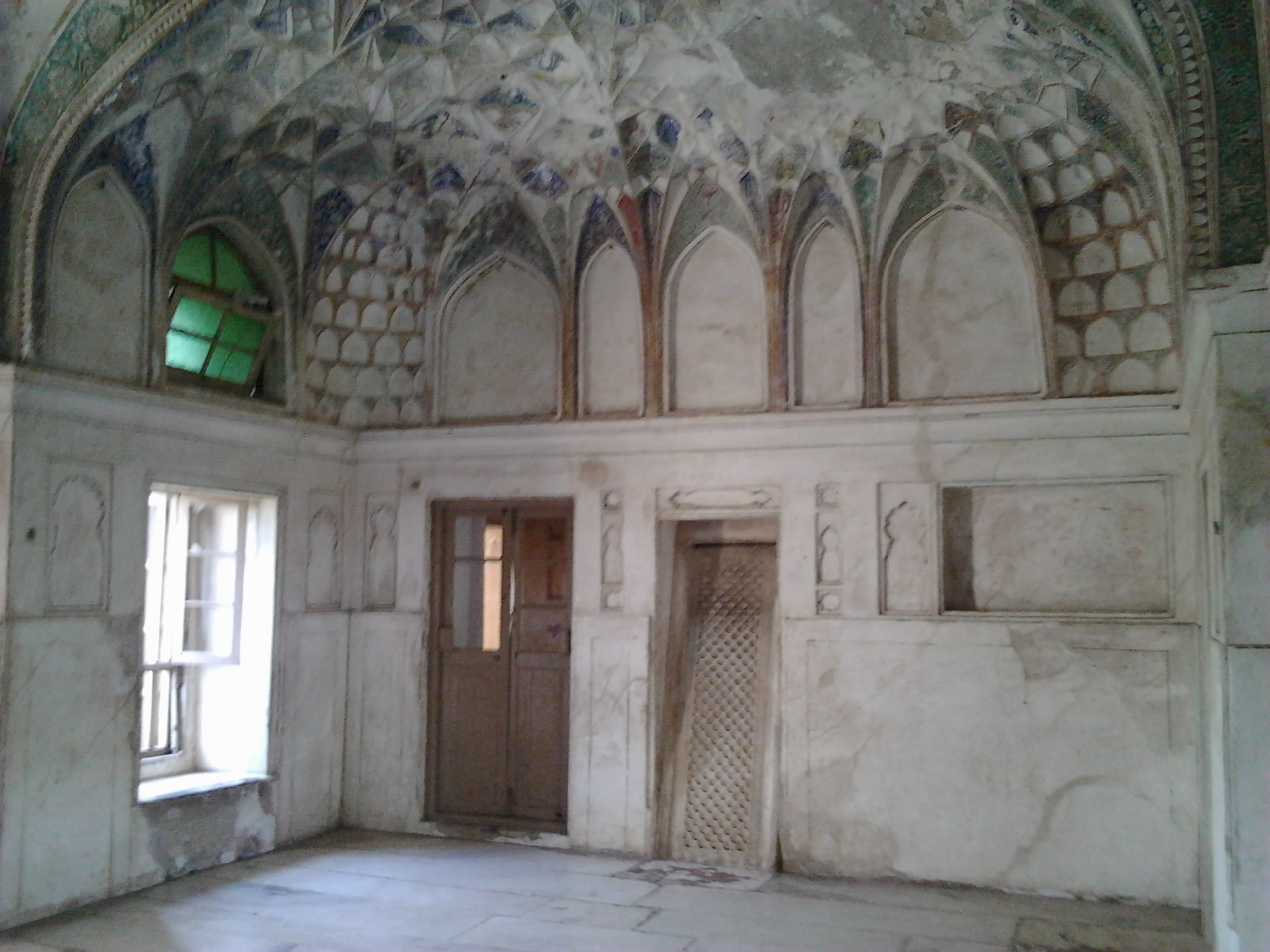
Bäder im Palast von Burhanpur

- Bedeutendste Sehenswürdigkeit von Burhanpur ist das oberhalb des Flusses gelegene alte Fort (Shahi Qila) aus dem 15. und 16. Jahrhundert, das allerdings von den Marathen im Jahr 1681 zerstört wurde. Seine gewaltigen, teilweise viergeschossigen Substruktionen sind jedoch erhalten und geben einen Eindruck von der Bautechnik der Zeit. Im Fortbereich selbst sind die Ruinen der ehemaligen Audienzhalle (Diwan-i-Khas) und der Frauenbäder (Zenana Hamam) von Interesse.
- Unterhalb des Forts am Ufer des Tapti befindet sich das Rajghat – ein den Hindus heiliger Ort mit mehreren kleinen Tempeln und Memorialbauten.
- Mit seinen bengalischen Dächern und seiner für die Mogulzeit typischen Optik mit Dekorfeldern etc. ist das rot und weiß gestrichene Shanwara Gate einer der wenigen Torbauten aus der Vergangenheit der Stadt.
- Die beiden Moscheen Kali Masjid und Bibi Ki Masjid stehen nur wenige Meter voneinander entfernt. Sie stammen noch aus der Zeit der Faruqi-Dynastie, wurden jedoch nach dem Marathenüberfall grundlegend restauriert.
- Die Freitagsmoschee (Jama Masjid) wurde im Auftrag von Adil Shah Faruqi in den Jahren 1590–95 erbaut; sie ist die Hauptmoschee der Stadt und steht im Zentrum in der Nähe des Gandhi Chowk. Bei ihrem Bau wurde vorwiegend dunkles Gestein verarbeitet.
- Ein Besuch des Sikh-Tempels (Gurdwara Bari Sangit) ist ebenfalls empfehlenswert.

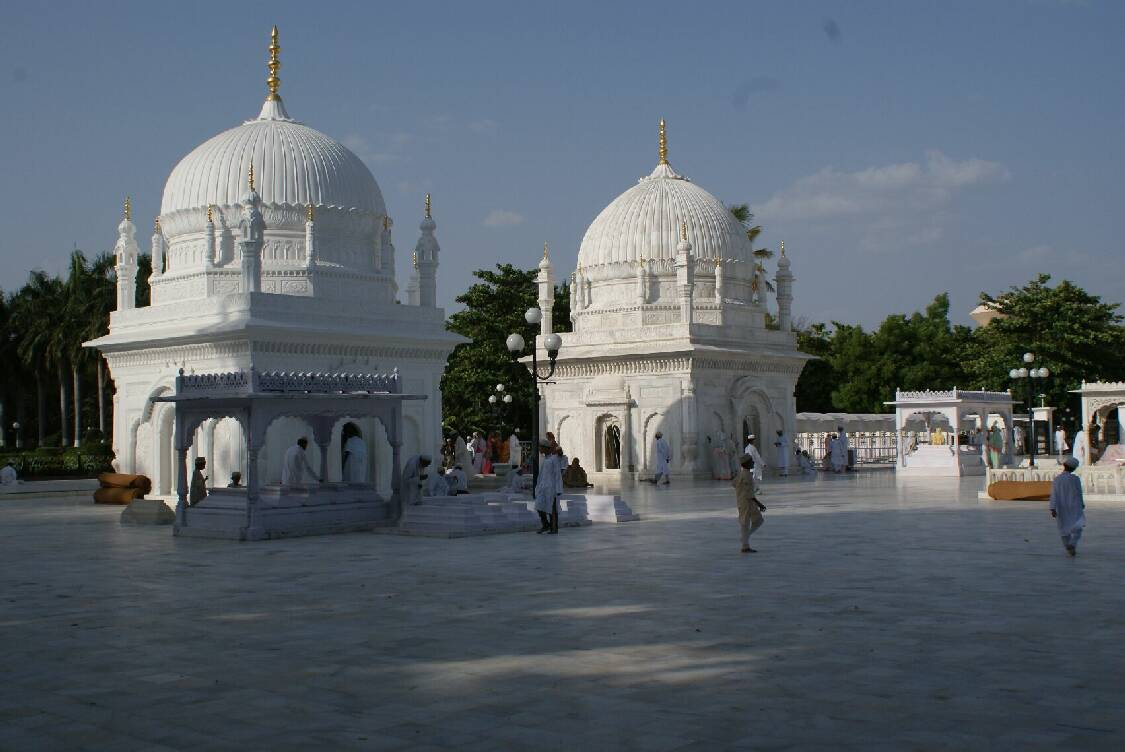
Dargah-e-Hakimi-Complex

- Ca. 2 km nordöstlich der Stadtmitte befinden sich die Mausoleen der Faruqi-Sultane und deren Familienangehörigen. Hervorzuheben sind die Grabmonumente von Nadir Shah und Adil Shah mit ihren handwerklich perfekt gearbeiteten Jali-Fenstern.[7]
- Nur etwa 1 km entfernt steht einer der schönsten und originellsten Grabbauten der Mogulzeit – das von Shah Shuja, einem Sohn Shah Jahans, zu Ehren seiner verstorbenen Gemahlin errichtete Bilquis Begum Tomb. Der vergleichsweise kleine Innenraum ist über und über mit Blumenmalereien etc. geschmückt; in seiner Mitte steht ein weißes Marmorkenotaph.[8]
- Ca. 3 km nordwestlich des Stadtzentrums befindet sich der Dargah-e-Hakini-Complex, der der ismailitischen Sekte der Dawudi Bohras gehört. Hier befinden sich mehrere kleinere Grabbauten, eine Moschee sowie eine komfortable neuzeitliche Pilgerherberge.

### Umgebung

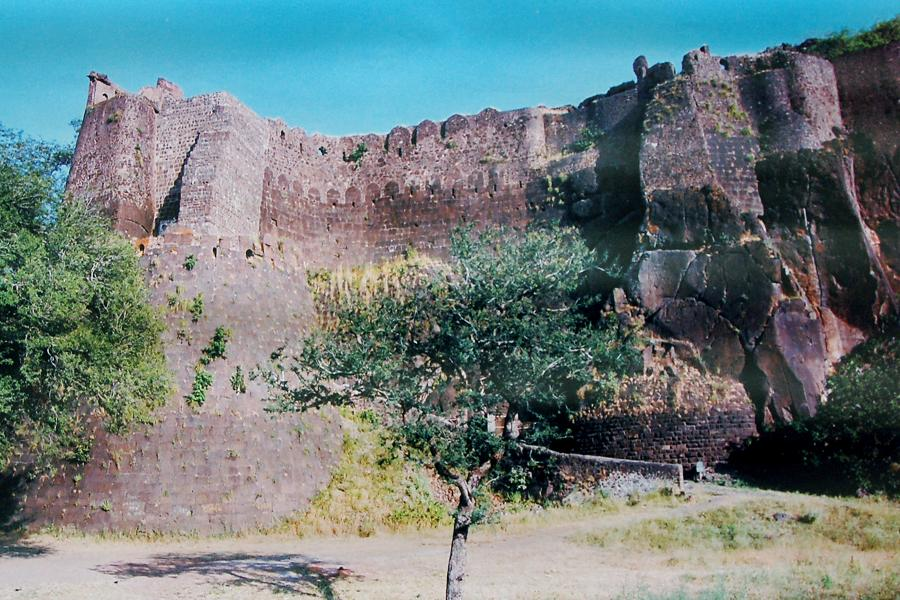
Asirgarh-Fort

- Das etwa 6 km außerhalb von Burhanpur gelegene Raja Ki Chhatri ist ein seitlich offener Memorialbau zu Ehren von Raja Jai Singh I., dem langjährigen Anführer von Aurangzebs Truppen auf dem Dekkan, der möglicherweise im Jahr 1667 auf Befehl des Großmoguls in Burhanpur vergiftet wurde.
- Die Mahal Gulara genannte Gartenanlage wurde von Shah Jahan erbaut und befindet sich etwa 21 km außerhalb der Stadt.
- In beeindruckender Lage im Satpuragebirge etwa 22 km nördlich von Burhanpur befindet sich das etwa 700 m hoch gelegene Asirgarh-Fort der Faruqi-Sultane, das trotz seines ruinösen Zustands immer noch beeindruckt. Innerhalb des Forts stehen eine kleine Moschee und ein Shiva-Tempel.
- Der Ichha-Devi-Tempel ist einer lokal verehrten Hindu-Gottheit geweiht und zieht viele Besucher an.